# オングル島
オングル島（オングルとう、英語: Ongul Island）とは、南極大陸のリュツォ・ホルム湾東岸にある島。東オングル島と西オングル島の2つの島からなり、年間平均気温は約−10℃。南極地方にしては比較的温暖な気候である。東オングル島北部には、日本の南極地域観測隊の昭和基地がある。
「オングル島」の「オングル」は、ノルウェー語（ニーノシュク）で「釣り針」を意味する。名称の由来は、東オングル島と西オングル島をあわせると釣り針のように見えることであり、1937年リュツォ・ホルム湾を水上機で望見したノルウェー隊が命名した。

## 概要
発見当初は1つの島と考えられていたが、1957年1月29日、日本の第1次南極地域観測隊がオングル島に上陸して上陸式を挙行した際、上陸地点から昭和基地の候補地点まで歩いて移動しようとした中野征紀・佐伯宗弘両隊員によって、ごく狭い海峡によって東西2つの島に分かれていることが発見された。この海峡は、1961年10月13日に日本の南極地域観測統合推進本部によって「中の瀬戸」（Naka-no-seto, 南緯69度01分00秒 東経39度33分25秒 / 南緯69.01667度 東経39.55694度）と命名されている。
「西オングル島」は1977年3月23日に南極地域観測統合推進本部によって正式に命名された（ただし、地形図ではそれ以前から使用されている）。
アメリカ合衆国の Geographic Names of the Antarctic では、東オングル島を East Ongul Island、西オングル島を単にオングル島 Ongul Island としている。また、ノルウェーでは2島を合わせ単数形の Ongul と呼んでいる。
なお、日本隊が初上陸したのは西オングル島東部であるが、昭和基地は東オングル島北部に建設された。これは、雪上車による氷上輸送距離が少し短くなるためである。

## オングル諸島
オングル諸島（英: Ongul Islands）は、オングル島を含む南緯68度55.5分 - 69度5.5分、東経39度25分 - 40分の範囲の島々を指す（東西オングル両島のみをオングル諸島と呼ぶわけではない）。東西オングル両島のほかオングルカルベン島、テオイヤ島などの周辺の島々を指す呼び名として用いられていたが、1977年3月23日に南極地域観測統合推進本部によって正式に命名された。